# Provincia di Peravia
Peravia è una delle 32 province della Repubblica Dominicana. Il suo capoluogo è Baní.

## Geografia antropica

### Suddivisioni amministrative
La provincia si suddivide in 3 comuni e 11 distretti municipali (distrito municipal - D.M.):
- Baní
  - Catalina (D.M.)
  - El Carretón (D.M.)
  - El Limonal (D.M.)
  - Paya (D.M.)
  - Villa Fundación (D.M.)
  - Villa Sombrero (D.M.)
- Matanzas
  - Sabana Buey (D.M.)
- Nizao
  - Pizarrete (D.M.)
  - Santana (D.M.)